# Munford (Tennessee)
Munford é uma cidade  localizada no estado norte-americano de Tennessee, no Condado de Tipton.

## Demografia
Segundo o censo norte-americano de 2000, a sua população era de 4708 habitantes.
Em 2006, foi estimada uma população de 6062, um aumento de 1354 (28.8%).

## Geografia
De acordo com o United States Census Bureau tem uma área de
20,8 km², dos quais 20,8 km² cobertos por terra e 0,0 km² cobertos por água. Munford localiza-se a aproximadamente 132 m acima do nível do mar.

## Localidades na vizinhança
O diagrama seguinte representa as localidades num raio de 16 km ao redor de Munford.